# Amata decadica
Amata decadica là một loài bướm đêm thuộc phân họ Arctiinae, họ Erebidae.